# Chaetobranchini
Die Chaetobranchini sind eine Tribus der amerikanischen Buntbarschunterfamilie Cichlinae. Das Verbreitungsgebiet reicht vom Stromgebiet des Orinoko und den drei Guayanas über das Amazonasbecken bis zum Einzugsbereich von Río Paraná und Río Paraguay. Zu den Chaetobranchini gehören nur zwei Gattungen, Chaetobranchus und Chaetobranchopsis, mit jeweils zwei Arten. Die Gattung Astronotus, die früher ebenfalls zu den Chaetobranchini gerechnet wurde, steht heute in einer eigenen Tribus, die Astronotini.

## Merkmale
Chaetobranchini-Arten werden 12 bis 24 cm lang, haben einen ovalen, seitlich abgeflachten Körper und einen zugespitzten Kopf. Sie sind Planktonfresser und haben nur kleine Kieferzähne, aber einen effektiven Filterapparat aus feinen Kiemenrechen. Im Unterschied zu anderen Buntbarschen sitzen Kiemendornen nicht nur auf den Kiemenbögen, sondern auch auf dem unteren Schlundknochen. Diese sind allerdings nur sehr klein. Die Unterlippe überlappt am Mundwinkel den hinteren Rand der Oberlippe. Dieser Lippentypus („American-type“) ist charakteristisch für Neuwelt-Buntbarsche (Unterfamilie Cichlinae). Bei Astronotus ist es dagegen umgekehrt („African-type“-Lippe). Die Beschuppung vor der Rückenflosse ist unregelmäßig, die hintere Seitenlinie reicht bis auf die Schwanzflosse. Die beiden letzten Merkmale gelten als typisch für urtümliche Buntbarsche.